# Kap Morris Jesup
Kap Morris Jesup är den nordligaste udden på Grönland vid 83°39′42″N 33°24′37″V / 83.66167°N 33.41028°V. Den är 711,8 kilometer från den geografiska nordpolen.
Robert Peary nådde udden 1900 och trodde att han hittat den mest nordliga landremsan i världen. Det har dock senare visat sig att udden ligger något söder om Kaffeklubben. Det finns också rapporter om andra små öar inpackade i isen.
Udden har fått sitt namn av den amerikanska filantropen Morris Ketchum Jesup som finansierade Pearys expedition.